# 행복의 과학

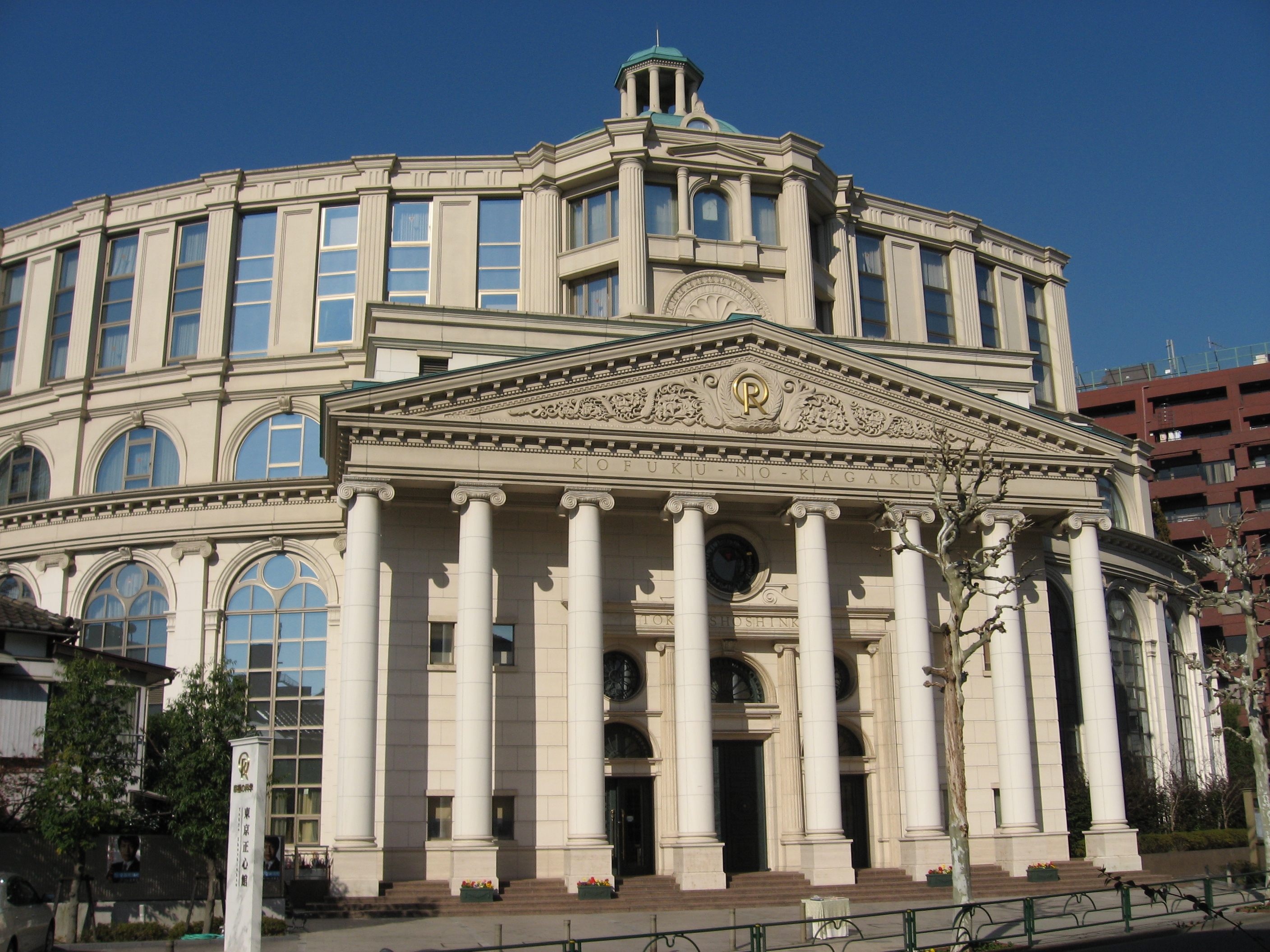
도쿄 정심관

행복의 과학(일본어: 幸福の科学 고후쿠노카가쿠[*])은 오카와 류호가 1986년 10월 6일에 설립한 일본의 종교 단체이자 불교계 신흥 종교이다. 행복의 과학에 의하면 불교의 진리 전파에 의한 인류의 행복을 교리로 내걸고 있다. 세계 100개국에 회원 조직이 있으며 전 세계 각지에서 해피 사이언스(Happy Science)라는 이름을 사용한다. 관련 단체에는 일본 국내외에 설치된 종교법인 이외에 행복의 과학 출판, 행복실현당, 행복의 과학 학원, 뉴스타 프로덕션 등이 있다.

## 개요
오카와 류호(大川隆法)는 행복의 과학 설립 이전인 1985년부터 예수, 공자를 비롯한 역사상의 위인·종교인들과 영적인 대화(채널링, Channeling)를 한다고 주장하는 내용이 담긴 《영언집》(靈言集) 다수를 출간했다. 오카와 류호가 출간한 최초의 "영언집"인 《니치렌의 영언》(日蓮聖人の霊言)에서 사용된 '행복의 과학'이라는 용어는 1986년에 설립된 종교 단체의 명칭으로 사용되었다. 1987년에는 오카와 류호의 저서인 《태양의 법》(太陽の法), 《황금의 법》(黄金の法), 《영원한 법》(永遠の法)이 출간되면서 서적 독자들을 통해 수많은 신도들이 모였고 짧은 기간 내에 일본에서 전국 조직이 형성되었다.
행복의 과학은 1991년 3월 7일에 종교법인이 되었다. 1991년에는 고단샤 프라이데이 사건(고단샤의 《프라이데이》 잡지가 행복의 과학에 대한 비판적인 보도를 게재한 것에 항의하여 행복의 과학 신도들이 벌인 시위)와 함께 언론 매체에서 분위기가 고조되었다. 특히 1991년 말에는 채널링(일본어: チャネリング 차네린구[*])이 신어·유행어 대상 후보에 올랐고 특별 부문 특별상을 수상하게 된다. 1994년에는 일본 국외 법인을 설립하면서 지부 활동을 전개했고 1996년에는 회원 제도 변경, 운영 방침 전환이 이루어졌다. 2009년에는 종교 정당인 행복실현당 창당, 학교 법인인 행복의 과학 학원(幸福の科学学園) 설립이 진행되었다. 2007년에 미국 하와이주에서 진행된 오카와 류호의 영어 설법을 바탕으로 한 해외 강연이 세계 각지에서 진행되었다. 2020년 기준으로 오카와 류호의 저서는 40개 이상의 언어로 번역되어 세계 각지에서 출판되었다.
지부가 상당히 많이 있으며, 해외에도 여러 지부가 존재한다. 한국 지부는 서울특별시 동작구 사당동에 있다.
설립자 오카와 류호는 현재 심장마비로 갑작스럽게 사망하였었다.

## 설립
1981년에 도쿄 대학 법학부를 졸업한 오카와 류호는 종합상사 토멘(総合商社トーメン, 현재의 도요타 통상(豊田通商))에서 회사원으로 근무하던 동안에 《영언집》 등을 출간하면서 종교단체 설립을 준비했다고 한다. 1986년 7월 15일에 퇴사한 이후에 구체적인 단체 설립 계획에 착수했고 10월 6일에 임의 단체로서 종교 단체를 설립했다. 설립 이전부터 짧은 기간 동안에 근본 경전인 《정심법어》(正心法語), 기본서이자 종교 이론서인 《태양의 법》(太陽の法) 등의 저서 다수를 집필했고 이를 계기로 서적 출판 활동을 활발히 전개했다. 이러한 서적이 서점을 통해 일본 각지에 유통되고 가입하는 회원이 증가하면서 조직의 전국적인 전개로 이어졌다. 1988년 5월에는 간사이 지부가 개소하면서 일본 각지에 지부 설립이 시작되었다. 1991년 3월 7일에는 종교법인 지위를 취득했다.
행복의 과학은 2008년 2월까지는 The Institute for Research in Human Happiness(더 인스티튜트 포 리서치 인 휴먼 해피니스)를 영어 약칭으로 사용했으며 머리글자 약칭인 IRH도 사용했다. 또한 행복의 과학을 뜻하는 일본어 발음인 '고후쿠노카가쿠'의 로마자 표기인 Kofuku-no-Kagaku, Kōfuku-no-Kagaku 등도 사용되었다. 2008년 2월부터 전 세계에서 사용되는 정식 영어 명칭을 Happy Science(해피 사이언스)라고 정했는데 이는 전 세계를 대상으로 하는 전도 과정에서 이해하기 쉬운 명칭으로 정했다고 한다.

## 교리
종교법인 행복의 과학에서는 오카와 류호(大川隆法)가 다수의 설법을 통해 전파한 불교의 진리를 교의로 삼고 있는데 불교의 진리 탐구·학습·전도를 통한 "세상과 저승을 관통하는 행복"과 지상 유토피아 실현을 목표로 하고 있다고 한다.
수행의 실천에 대해서는 "사랑, 지(知), 반성, 발전"을 현대의 4대 정도로 제시하고 있다. 사람은 신의 아들, 부처의 아들임을 자각한 다음에 다른 사람에게 사랑을 주고, 진리를 탐구하고, 자신의 마음을 다시 보고, 사회 전체를 향상시키는 마음가짐을 가지는 것을 현세의 "영혼 수행"으로 한다. 또한 세계관으로서 다중 우주론을 전개하고 있는데 3차원 세계인 이 세상은 근원신에 다가가기 위한 "영혼의 수행 장소"라고 한다.

### 엘 칸타레
행복의 과학의 본존(本尊)인 엘 칸타레(El Cantare)는 "윤기로운 빛의 나라, 지구" 또는 "지구의 빛"이라는 뜻을 가진 지구신을 부르는 용어이다. 행복의 과학의 교리에서는 알 칸타레의 본체 부분이 지상에 하생한 것이 오카와 류호이기 때문에 행복의 과학 총재가 되었다고 한다. 행복의 과학 신도들은 엘 칸타레를 "깨달음을 얻은 사람"으로 여기고 오카와 류호를 숭상한다. 기도문에서는 "주(主) 엘 칸타레"라는 호칭을 사용한다.
행복의 과학은 인간이 부처에 의해 창조되었다고 생각하며 인간의 영생도 부처가 부여한다고 주장한다. 행복의 과학에 출간된 서적에 따르면 "석가모니와 예수는 하나"라는 표현도 등장하는데 불교의 오도(悟道)를 널리 알리고 기독교의 사랑을 널리 알리기 때문이라고 한다. 또한 세계는 공자, 예수 등과 같은 성현과 신들을 지도하면서 창조한 것이라고 한다. 행복의 과학에 따르면 다음과 같은 신, 허구의 인물, 실존 인물들은 모두 엘 칸타레의 영적인 화신이라고 한다.
| 신, 허구의 인물, 실존 인물             | 지위                             | 지역        |
| -------------------------------------- | -------------------------------- | ----------- |
| 라 무 (La Mu)                          | 불명                             | 무 대륙     |
| 토트                                   | 이집트 신화에 등장하는 지혜의 신 | 아틀란티스  |
| 리엔트 아를 크로우드 (Rient Arl Croud) | 불명                             | 잉카 제국   |
| 오페알리스 (Ophealis)                  | 불명                             | 고대 그리스 |
| 헤르메스                               | 올림포스 12신 가운데 하나        | 고대 그리스 |
| 석가모니                               | 불교의 창시자                    | 인도        |
| 오카다 류호                            | 행복의 과학의 창시자             | 일본        |

## 조직과 시설

### 종합 본부
행복의 과학은 1986년 10월에 설립되던 당시에 도쿄도 스기나미구 니시오기미나미에 종합 본부를 설립했다. 1987년 6월 13일에 스기나미구 쇼안으로 이전하면서 일시적으로 도쿄 본부라고 명명했고 1988년 4월 16일에 스기나미구 니시오기미나미로에 위치한 니시오기쿠보역 앞에 건립된 빌딩으로 이전하면서 다시 종합 본부로 명명했다.
1989년 12월 20일에는 행복의 과학 종합 본부가 도쿄도 지요다구에 위치한 기오이초 빌딩 4층으로 이전했고 1996년 5월 1일에는 시나가와구 히라쓰카에 위치한 종합 본부 빌딩으로 이전했다. 1999년 10월 31일에는 시나가와구 히가시고탄다에 건립된 새 종합 본부 빌딩으로 이전했다. 또한 1996년 7월 10일에는 본격적인 예배 시설로서의 기능을 담당하기 위하여 도치기현 우쓰노미야시에 건립된 총본산·우쓰노미야 정심관(総本山・宇都宮正心館, 나중에 총본산·정심관(総本山・正心館)으로 이름을 바꿈)이 준공되었고 같은 해 8월에 운영을 시작했다. 1999년 10월까지는 한시적으로 종합 본부의 일부 기능을 우쓰노미야 정심관에 이관한 적이 있었다.

### 조직
행복의 과학 교단 조직은 오카와 류호 총재가 대표를 맡고 있다. 조직은 "여성부", "청년부", "학생부", "중견부", "자녀 모임" 등으로 분류된다. 그 외에 장년층을 위한 "100세까지 살기 위한 모임" 등이 있다.

### 시설
일본과 세계 각지에는 지방 본부·지부·거점·포교소 등과 같이 행복의 과학의 "지부 정사"(支部 精舍)라고 부르는 시설이 건립되어 있다. 일본 내에 설치된 지부, 지부 정사의 소재지는 공식 홈페이지의 "근처의 행복의 과학" 등에 게재되어 있지만 그렇지 않은 경우도 있다. 2018년 1월 기준으로 일본 내에 설치된 지부·거점 수는 440곳, 포교소 수는 약 8,000곳에 달하며 지부 정사는 36곳에 달한다. 2018년 4월 기준으로 해외에 설치된 행복의 과학 지부 정사는 15곳에 달하는데 세계 130여개국에 지부·회원 조직이 분포하고 있다.

### 행복의 과학 그룹
2009년 5월에 종교법인 행복의 과학의 외부 조직으로서 "행복실현당"이 창당함에 따라 "행복의 과학 그룹"(幸福の科学グループ)이 설립되었다. 이에 따라 오카와 류호의 직함이 "행복의 과학 총재"에서 "행복의 과학 그룹 창업자 겸 총재"로 바뀌었다.
- 종교법인
  - 일본 내에 설치된 종교법인, 세계 60여 개국에 설치된 법인 조직
  - 라이세 행복원 (来世幸福園, 묘원·납골당)
  - 헬렌회 (ヘレンの会, 시청각 장애인 지원)
  - 네버마인드 (ネバー・マインド, 등교하지 않는 어린이들을 위한 교육 시설)
- 출판 등 각종 미디어 사업
  - 행복의 과학 출판 주식회사 (幸福の科学出版株式会社)
  - IRH 프레스 (IRH Press Co., Ltd. USA., 행복의 과학 출판의 미국 법인)
  - 세계 각지에 설립된 행복의 과학 출판 사무소
  - 주식회사 북스퓨처 (ブックスフューチャー, BOOKS FUTURE, 웹 서점)
  - 북스퓨처 (ブックスフューチャー, BOOKS FUTURE, 일반 서점)
  - HS 픽쳐스 스튜디오 (HS PICTURES STUDIO, 영화 제작 사업은 뉴스타 프로덕션에 이관됨)
  - 뉴스타 프로덕션 (ニュースター・プロダクション, 영화 제작·극단 운영 담당 회사, 연예 기획사 역할도 수행하고 있음)
  - 극단 신세이 (新星)
  - 아리 프로덕션 (ARI Production, アリ・プロダクション, 연예 기획사)
- 학교법인
  - 학교법인 행복의 과학 학원 (学校法人幸福の科学学園)
  - 행복의 과학 학원 중학교·고등학교 (幸福の科学学園中学校・高等学校, 도치기현 나스군 소재)
  - 행복의 과학 간사이 중학교·고등학교 (幸福の科学学園中学校・高等学校, 시가현 오쓰시 소재)
  - 해피 사이언스 유니버시티 (ハッピー・サイエンス・ユニバーシティ, Happy Science University, 지바현 조세이군, 대학교에 준하는 교육을 진행하는 무인가 학교)
- 정치 관련
  - 행복실현당 (幸福実現党)
  - HS 정경숙 (HS政経塾)
- 기타
  - 라이세이 고후쿠 세리머니 주식회사 (来世幸福セレモニー株式会社, 상조 회사)

## 비판과 논란
행복의 과학은 주류 언론과 대중들에 의해 "논란의 대상"으로 간주되는 일본의 많은 신흥 종교 가운데 하나이다. 일본의 영어 신문인 《재팬 타임스》에 따르면 "행복의 과학은 많은 사람들에게 의심스러울 정도로 비상식적으로 주장하는 종교의 냄새가 난다."고 한다. 일본 국내 언론 뿐만 아니라 미국, 우간다, 인도네시아, 오스트레일리아의 국제 언론들도 행복의 과학에 컬트라는 용어를 사용했다.
행복의 과학은 2009년에 "조선민주주의인민공화국과 중국이 핵전쟁을 통해 일본을 먼저 제압한 다음에 일본을 침략하고 식민지화하려는 음모를 꾸미고 있다."고 주장하는 홍보 영상을 공개했다. 행복의 과학을 기반으로 한 정당인 행복실현당은 일본의 군사력 증강, 핵 억지력 사용과 같은 보수주의, 우익 성향을 표명하고 있다. 또한 행복의 과학 출판은 중국에서 일어난 난징 대학살, 대한민국과의 위안부 문제와 같은 역사적 사건을 부정하는 내용이 담긴 서적을 출간했다. 행복실현당이 내세우는 그 외의 관점으로는 사회 기반 시설 지출, 자연 재해 방지, 도시 개발, 댐 건설 등이 있다. 또한 재정 보수주의, 미국과 일본 간의 동맹 강화, 미덕을 바탕으로 한 리더십을 옹호한다. 2016년에는 대한민국의 소설가인 박민정이 대한민국의 문학 잡지 《문예중앙》에 일본의 신흥 종교인 행복의 과학을 중심으로 한 대한민국과 일본 양국의 갈등과 민족주의를 주제로 한 단편 소설 《행복의 과학》을 게재했는데 이 소설은 2017년에 문학과지성사로부터 문지문학상을 수상했다.
2017년 2월에는 배우인 시미즈 후미카가 돌연 연예계 은퇴를 선언하고 행복의 과학에 합류했는데 시미즈 후미카는 어린 시절부터 독실한 행복의 과학 신도였던 부모의 영향을 받으면서 자신도 행복의 과학 신도였다고 밝혔다. 오카와 류호의 아들이자 배우인 오카와 히로시는 2018년 10월에 행복의 과학에서 이탈하면서 행복의 과학에 대한 노골적인 비판을 가했다. 오카와 히로시는 미국의 《뉴욕 타임스》와의 인터뷰에서 "나는 우리 아버지가 하는 일이 완전히 터무니없는 짓이라고 믿는다."라는 입장을 밝혔다.
행복의 과학은 코로나19 범유행 시기에 코로나바이러스감염증-19(코로나19)의 예방과 치료를 주장하는 "정신적 백신"을 판매했으며 2020년 4월에는 코로나19 퇴치를 위한 기도 행사에 대한 대대적인 광고를 진행했다. 또한 오카와 류호는 코로나19를 주제로 한 강의를 통해 면역력을 높인다고 주장했고 행복의 과학은 오카와 류호의 강의가 담긴 DVD와 CD를 판매했다. 행복의 과학은 사회적 거리두기 조치를 거부하다가 뉴욕 지부 정사를 폐쇄했고 나중에 정신적 백신을 원격 투여했다.